# Sulęcin (stad)
Sulęcin (Duits: Zielenzig) is een stad in het Poolse woiwodschap Lubusz, gelegen in de powiat Sulęciński. De oppervlakte bedraagt 8,56 km², het inwonertal 9926 (2005).

## Geografie
De stad ligt in het centrum van het woiwodschap Lubusz in het dal van de Postomia, een zijrivier van de Warta. Het omringende landschap wordt gevormd door talrijke heuvels op het plateau van Lubusz. De hoogste van deze heuvels is de Bukowiec (227 meter). De dichtstbijzijnde grote stad is Gorzów Wielkopolski, dat 45 km noordelijk van Sulęcin ligt. De autosnelweg van Berlijn naar Poznań (de E30) ligt 16 km ten zuiden van de stad. Sulęcin ligt aan de spoorlijn Rzepin-Międzyrzecz.

## Geschiedenis
Opgravingen hebben aangetoond dat het gebied rond Sulęcin al in de tweede eeuw v.Chr. bewoond werd. De huidige stad ontwikkelde zich uit een Slavische nederzetting en werd in 1241 voor het eerst in documenten beschreven. In de overdrachtsakte aan de Tempeliers van 1244 wordt Sulęcin al als stad genoemd. Nadat de orde in 1312 door de paus officieel ontbonden was, kwam de stad onder de heerschappij van de Johannieter Orde. Deze verpachtten vervolgens de stad in 1318 aan de Brandenburgse marktgraaf Woldemar. Acht jaar later kwam de stad echter alweer in handen van de Johannieterorde. Dit zou zo blijven tot 1810.
De in 1419 in Bohemen uitgebroken Hussietenoorlogen drong ook door tot in Sulęcin, waar grote schade aangericht werd. Tijdens de controverse tussen Zweden, Polen en Brandenburg werd in 1658 in Sulęcin een wapenstilstand tussen Brandenburg en Zweden gesloten, waarna Brandenburg van de Poolse naar de Zweedse kant wisselde. In 1733 bracht de Pruisische koning Frederik Willem I een bezoek aan de stad. Tijdens de napoleontische oorlogen waren Franse soldaten in Sulęcin gestationeerd.
Na de nieuwe Pruisische districtsindeling van 1815 werd Sulęcin ingedeeld bij de Kreis Oststernberg en werd het tot 1852 de districtshoofdstad. Van 1852 tot 1873 was Ośno Lubuskie de districtshoofdstad. In 1873 werd de Kreis Oststernberg gedeeld en werd Sulęcin weer districtshoofdstad. In deze tijd waren de textielfabrieken en de molens de belangrijkste industrieën, en de stad had in het midden van de negentiende eeuw 4.500 inwoners. Door de toenemende industrialisering ontstond net buiten de stad bruinkooldagbouw. Dit leidde tot het oprichten van een brikettenfabriek in Sulęcin. Door de verbetering van de infrastructuur nam de bevolking toe, rond 1885 was het inwonertal tot 5.769 gestegen.
Na de Eerste Wereldoorlog vestigden zich hier allerlei bedrijven die zich met de houtverwerking bezighielden. Bij de laatste Duitse volkstelling in Sulęcin in 1939 had Sulęcin 5867 inwoners.
Op 2 februari 1945 viel Sulęcin in handen van het Rode Leger. Hoewel ze op geen enkele tegenstand stootten, werden de huizen in de binnenstad door soldaten geplunderd en in brand gestoken. Hierdoor raakte de stad ten slotte voor zo'n 50 procent verwoest. Na de overname door de Poolse regering werd de Duitse naam van de stad (Zielenzig) vervangen door de huidige naam. Rondom Sulęcin zijn nog veel bunkers uit de Tweede Wereldoorlog te vinden. Veel van die bunkers zijn opengesteld voor publiek. In die bunkers heeft het Rode Leger verschillende gangen dichtgemetseld. Er is niet bekend wat er in die gangen te vinden is, maar de Poolse regering heeft besloten deze gangen dicht te laten.

## Bezienswaardigheden
De belangrijkste bezienswaardigheden van Sulęcin zijn:
- de gotische St.-Nikolaaskerk, oorspronkelijk gebouwd voor de Tempeliers; na 1945 gerestaureerd.
- oude huizen in de binnenstad uit de 18e en 19e eeuw.

## Bekende personen uit Sulęcin
- Friedrich Wilhelm Büttel (* 1 december 1796), bouwmeester van Mecklenburg-Strelitz.
- Ulrich Lommel (* 21 december 1944), Duits acteur.
- Leon Pinecki († 26 juli 1949), Poolse worstelaar.